# Jean Pécastaing
Jean Pecastaing, né le 19 avril 1902 à Gaas et mort assassiné le 4 juin 1960 à Paris, était un homme politique français.

## Biographie
Amant de Marie Antoinette Blondel, il est assassiné par elle le 10 juin 1960 à coups de couteau. Elle se donne ensuite la mort en ouvrant le gaz.

## Mandats électifs
- Député de la vingt-cinquième circonscription de la Seine (1958-1960)